# Dezesseis de Abril (1867)
El vapor Dezesseis de Abril fue un navío de transporte de la Armada del Imperio del Brasil que sirvió en la Guerra de la Triple Alianza. 

## Historia
Primera y única embarcación de la marina brasileña en llevar ese nombre, fue arrendado por el gobierno imperial para ser destinado al teatro de operaciones de la guerra con el Paraguay.
El 4 de julio de 1867 condujo parte del 2º Cuerpo de Ejército desde el Fuerte de Curuzú a Paso de la Patria.
El 16 de agosto de 1868 forzó el paso defendido por el Fuerte de Timbó integrando una división naval al mando directo del comandante de la escuadra aliada Joaquim José Inácio de Barros, futuro vizconde de Inhaúma.
En enero de 1869 naufragó en el puerto de la ciudad de Buenos Aires.